# Rakousy
Rakousy là một làng thuộc huyện Semily, vùng Liberecký, Cộng hòa Séc.